# Поджо-Бустоне
Поджо-Бустоне (итал. Poggio Bustone) — коммуна в Италии, располагается в регионе Лацио, подчиняется административному центру Риети.
Население составляет 2130 человек, плотность населения составляет 97 чел./км². Занимает площадь 22 км². Почтовый индекс — 02018. Телефонный код — 0746.
Покровителем коммуны почитается Предтеча и Креститель Господень Иоанн, празднование 24 июня.

## Известные уроженцы
- Лучо Баттисти (1943-1998), культовый итальянский певец и автор песен.
- Леда Баттисти (итал. Leda Battisti), итальянская певица и автор песен.